# Nikon F-801

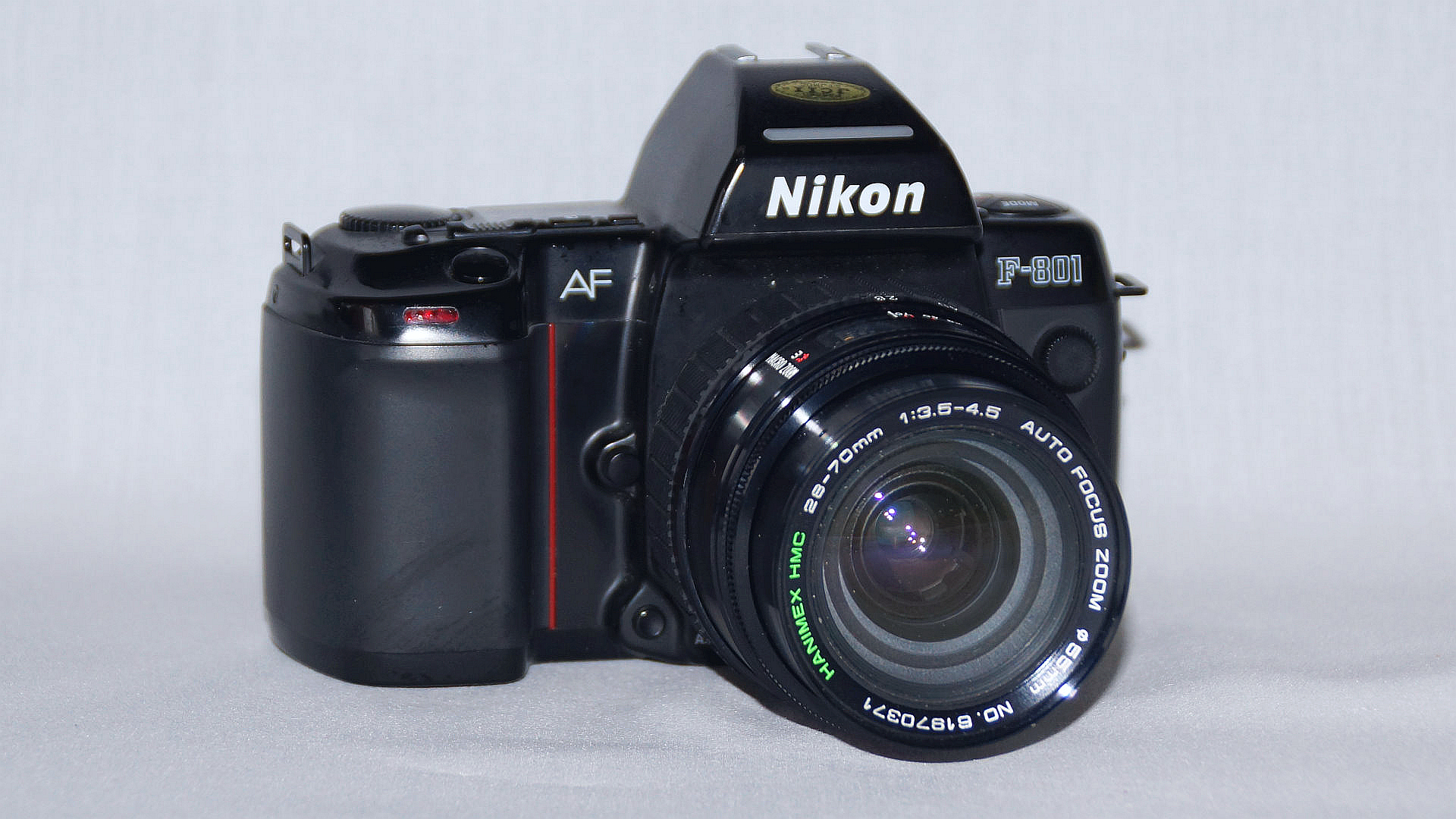
Nikon F-801 mit AF Zoom 28-70mm

Die Nikon F-801 (auf dem US-Markt Nikon N8008) ist eine Spiegelreflexkamera (Analogkamera) des japanischen Herstellers Nikon, die 1988 als Kameramodell für fortgeschrittene Amateure ins Programm genommen wurde. Sie wurde bis 1991 hergestellt und war ihrer guten Leistungsdaten und Zuverlässigkeit wegen auch bei Profis beliebt.
Im Jahr 1991 erschien die verbesserte Modellvariante Nikon F-801s (bzw. Nikon N8008s), die bis 1994 verkauft wurde. Als Nachfolgemodell gilt die Nikon F90.

## Beschreibung
Die F-801 nutzt einige Komponenten des etwas später im Jahr erschienenen Spitzenmodells F4; dazu gehören die Autofokuseinheit AM 200 und die quarzgesteuerte Verschlusselektronik. Als entsprechend herausragend für die Amateurklasse galten damals ihre Leistungsdaten, wie die Blitzsynchronzeit von 1/250 s. Die F-801 war die erste Spiegelreflex-Kamera mit einer kürzesten Verschlusszeit von 1/8000 s sowie die erste Nikon mit Flüssigkristallanzeige (LCD).
Neu war ebenfalls das digitale Daumenrad zur Bedienung. Es übernahm – wie bei allen Spiegelreflexmodellen des Herstellers bis heute – je nach Betriebsart die Wahl der Verschlusszeit, der Blendenzahl oder einer anderen Einstellung, die jeweils durch Drücken einer Taste ausgewählt werden konnte. Dies stellte eine radikale Abkehr von eigenen Einstellrädern für die verschiedenen Funktionen dar. Zur elektronischen Verstellung der Blende muss der tatsächliche Blendenring am Objektiv auf den kleinsten Wert gedreht werden, auch diese Methode wurde bis heute beibehalten.
Die Filmempfindlichkeit wird entweder per DX-Code von einer Kleinbildpatrone des Typs 135 abgetastet (ISO 6 bis 6400) oder kann manuell eingestellt werden.
Der High-Eyepoint-Sucher (für Brillenträger geeignet) verfügt über 92 % Bildabdeckung und eine gut lesbare, per Tageslicht oder LED beleuchtete Flüssigkristallanzeige, die sehr informativ ausfällt. Die einfache Mattscheibe mit Markierungen des Belichtungsmessers lässt sich gegen eine von zwei anderen auswechseln. Als Belichtungsmessmethoden kommen die Offenblendmessung, die damals relativ neue Matrixmessung und die übliche mittenbetonte Integralmessung in Frage.

## Modellvariante
Die F-801s (für „speed“) stellt eine Verbesserung des ursprünglichen Modells dar. Sie besitzt die gefragte Spotmessung und die Autofokus-Schärfenachführung für bewegte Motive. Es wurden außerdem schnellere und leisere Motoren verwendet. Später wird das „s“  immer wieder die Bezeichnung für besonders schnelle Kameramodelle sein, die sich vor allem an Sportfotografen richten.

## Zubehör
An der Kamera können alle Objektive mit F-Bajonett ab dem Ai- sowie Autofokusobjektive ab AF-Standard verwendet werden.
Das Blitzsystem der Kamera entspricht dem Nikon-TTL-Standard. Es bietet die Synchronisation auf den zweiten Verschlussvorhang, die jedoch am Blitzgerät ausgewählt werden muss – was bei moderneren Geräten, die die Auswahl dieses Modus an der Kamera erwarten, nicht mehr möglich ist.
An der Vorderseite der Kamera befindet sich ein zweipoliger Anschluss für den proprietären Kabelauslöser.
Als Datenrückwand konnte entweder die MF-20 erworben werden, die den Aufnahmezeitpunkt in das Bild einbelichten kann, oder die MF-21, die zusätzlich dazu die Funktionen Fokusfalle und Belichtungsreihe bereitstellt.
Anstatt eines Batteriegriffs wurde nur der externe Lithiumionenakku DB-5 angeboten. Er kann bei Einsätzen in großer Kälte in Körpernähe warm gehalten werden, während ein Kabel zu einer Batterieattrappe führt, die in die Kamera eingesetzt wird.